# Presbytis
Presbytis es un género de primates catarrinos de la familia Cercopithecidae que incluye varias especies asiáticas conocidas con el nombre común de surilis. Son autóctonas de Java, Sumatra, Borneo y la península malaya.
Son animales pequeños de contextura esbelta. El pelaje de la cara dorsal del cuerpo es marrón, gris, negro o naranja y de la región ventral es blancuzco, grisáceo o naranja, con algunas especies con diseños en el pelaje de la cabeza o en las caderas. Su nombre en alemán, Mützenlanguren («langures con capuchón») proviene del pelo sobre su cabeza que forma un penacho. Difieren de los otros colobinos por característica en la forma de la cabeza (especialmente el arco superciliar poco desarrollado o ausente y la huesos nasales prominentes, en los dientes y por la forma de sus pequeños dedos pulgares. El tamaño de los surilis oscila de 40 a 60 centímetros en los adultos (con una cola de 50 a 85 centímetros) y un peso de 5 a 8 kilogramos.
Son animales trepadores y diurnos que pasan la mayor parte de su vida en los árboles. Viven en grupos de hasta 21 animales (promedio de 10 o menos ejemplares en la mayoría de las especies) constituidos po un macho, algunas hembras y sus crías. Algunas especies se han observado en parejas monógamas, especialmente el langur de Mentawai (Presbytis potenziani), lo que podría ser una adaptación ante la pérdida de su hábitat. Se han observado machos solitarios y grupos conformados por machos exclusivamente. Los grupos se encuentran organizados por jerarquías, con comunicaciones entre los grupos de tipo vocal y postural.
La dieta de los surilis se coompone de hojas, frutos y semillas.
El tiempo de gestación lleva de cinco a seis meses y normalmente tienen una sola cría. Los recién nacidos son de color blanco y tienen una raya negra en sobre la espalda; algunos tienen una marca en forma de cruz. Cerca al primer año son destetados y alcanzan la madurez a los cuatro o cinco años. No se conoce la expectativa de vida en la naturaleza para la mayoría de las especies, pero se sabe que en cautiverio el surili de Sumatra (Presbytis melalophos) ha llegado hasta los 18 años.
Algunas especies del género se restringen a zonas con extensa destrucción de hábitat y también se encuentran amenazados por la caza. En consecuencia, ocho de las once especies se catalogan como vulnerable o peor en la Lista Roja de la UICN, y se ha hecho referencia al surili de Sarawak (Presbytis chrysomelas) como uno de los primates más raros del mundo.

## Especies
- Presbytis bicolor
- Presbytis canicrus
- Presbytis chrysomelas
- Presbytis comata
- Presbytis femoralis
- Presbytis frontata
- Presbytis hosei
- Presbytis melalophos
- Presbytis mitrata
- Presbytis natunae
- Presbytis percura
- Presbytis potenziani
- Presbytis siberu
- Presbytis robinsoni
- Presbytis rubicunda
- Presbytis sabana
- Presbytis sumatrana
- Presbytis siamensis
- Presbytis thomasi